# سيسيل بينيدا
سيسيل بينيدا (بالإنجليزية: Cecile Pineda)‏‏ (سبتمبر 1932 في هارلم - 11 أغسطس 2022) روائية من الولايات المتحدة.